# Cine de Níger
El cine de Níger comenzó en la década de 1940 con el trabajo documental etnográfico del director francés Jean Rouch, antes de convertirse en una de las culturas cinematográficas nacionales más activas en el África francófona en las décadas de 1960 y 1970 con el trabajo de cineastas como Oumarou Ganda, Moustapha Alassane y Gatta Abdourahamne. La industria se ha desacelerado un poco desde la década de 1980, aunque se siguen haciendo películas en el país, con directores notables de las últimas décadas, incluidos Mahamane Bakabe, Inoussa Ousseini, Mariama Hima, Moustapha Diop y Rahmatou Keïta. A diferencia de la vecina Nigeria, con sus prósperas industrias cinematográficas en hausa y en inglés, la mayoría de las películas se hacen en francés y los países francófonos son su principal mercado.

## Décadas de 1940-1950: comienzos coloniales
Las primeras películas de Níger se hicieron en la década de 1940, cuando todavía estaba bajo el dominio francés como parte del África Occidental Francesa. Jean Rouch, un cineasta etnográfico francés, generalmente se considera 'el padre del cine nigerino'.  Al llegar inicialmente como ingeniero en 1941, Rouch permaneció en Níger después de la independencia y fue mentor de una generación de cineastas y actores nigerinos, incluidos Damouré Zika, Moustapha Alassane y Oumarou Ganda. Rouch hizo su primera película en Níger en 1947, con el documental corto Au Pays des Mages Noirs (En la tierra de los magos negros), y luego realizó varios documentales etnográficos cortos similares, como Les Magiciens de Wanzarbé (1948), Initiation à la danse des possédés (Iniciación a la danza de los poseídos; 1949) y Chasse à l'hippopotame (Hipopotamus Chase; 1950).
Durante la década de 1950, Rouch comenzó a producir películas narrativas más largas. En 1954 filmó a Damouré Zika en Jaguar como un joven songhai que viaja por trabajo a Costa de Oro (actual Ghana). Filmado como una pieza etnográfica muda, Zika ayudó a reeditar la película en un largometraje que se situó en algún lugar entre el documental y la ficción, y proporcionó diálogos y comentarios para un lanzamiento de 1967. En 1957, Rouch dirigió en Costa de Marfil Moi un noir con el joven cineasta nigeriano Oumarou Ganda.

## Décadas de 1960 y 1970: una época dorada del cine nigerino
Níger se independizó de Francia en agosto de 1960; los años 60 vieron el desarrollo de las carreras de dos de los cineastas más destacados: Moustapha Alassane y Oumarou Ganda. La primera película de Alassane fue el cortometraje Aouré (Boda matrimonial; 1962), sobre un matrimonio Zarma. Luego realizó varios cortometrajes, así como una serie de animaciones, habiendo sido formado en cinematografía animada en Canadá. Su animación de 1966 La Mort de Gandji ganó el "Prix de Dessin" en el primer Festival Mundial de las Artes Negras en Dakar. Alassane también realizó varios largometrajes, como Le Retour d'un aventurier (El regreso de un aventurero; 1966), la sátira social FVVA: Femme, villa, voiture, argent (WVCM: Woman, Villa, Car, Money; 1972 ) y Toula ou Le génie des eaux (Toula o el genio de las aguas; 1974).
La primera película de Oumarou Ganda fue Cabascabo, basada en su experiencia sirviendo en la Indochina francesa; se convirtió en la primera selección africana en el Festival de Cine de Cannes y ganó el Gran Premio del Jurado en el Sexto Festival Internacional de Cine de Moscú de 1969.
Jean Rouch, que se había quedado en Níger después de la independencia, también continuó produciendo películas dramáticas en este período, incluyendo Petit à petit (Poco a poco; 1971), Cocorico! Monsieur Poulet (Cocka-doodle-doo Mr. Chicken; 1974) y Babatu (1976), además de seguir realizando cortos etnográficos.

## 1980-presente: Declive y crecimiento
Desde la década de 1980, la realización de películas en Níger se ha desacelerado un poco, en parte debido al debilitamiento de la financiación del sector estatal, así como al crecimiento de películas románticas y de acción más ligeras, especialmente la industria cinematográfica en lengua hausa de la vecina Nigeria. Moustapha Alassane —fallecido en 2015—, siguió produciendo películas (como Kokoa, 1985; Les Magiciens de l'Ader, 2000) hasta principios de la década de 2000. Oumarou Ganda hizo su última película L'éxilé en 1980, antes de su muerte en 1981. Otros cineastas destacados de la época son Inoussa Ousseini (Wasan Kara, 1980), Moustapha Diop (Le médecin de Gafire, 1986; Mamy Wata, 1990) y Mahamane Bakabe (Si les cavaliers, 1982). En las décadas de 1980 y 1990, Mariama Hima, la primera directora de Níger, ganó elogios por documentales como Baabu Banza (1985), Katako (1987) y Hadiza et Kalia (1994); después de varios roles culturales de alto perfil, más tarde se convirtió en embajadora en Francia.
En 1994, el productor y director nigeriano Ousmane Ilbo Mahamane fundó el Niamey African Film Meeting (Rencontres du cinéma africain de Niamey, RECAN) como festival bienal sin premios y también como centro de realización y estudios cinematográficos.
En 2004, Jean Rouch murió en un accidente automovilístico en Niamey cuando se dirigía a un festival de cine de Níger. Había realizado su última película, Moi fatigué debout, moi couché (Estoy cansado de pie, cansado acostado), en 1997.
El primer largometraje del pueblo Tuareg, Akounak Teggdalit Taha Tazoughai (Lluvia de color azul con un poco de rojo en él), se estrenó en 2015 y está protagonizado por el músico Mdou Moctar; fue dirigida por el musicólogo estadounidense Christopher Kirkley. Cuenta la historia de un músico en apuros de Agadez; se basa libremente en Purple Rain. Otras figuras notables que trabajan en la industria cinematográfica contemporánea incluyen a la actriz Zalika Souley, que ganó el Insignes du mérite culturel en el Festival de Cine de Carthage de 1990 y los directores Rahmatou Keïta (Al'lèèssi. . . Una actriz africana, 2005; The Wedding Ring, también conocida como Zin'naariya, 2016), Malam Saguirou (La Robe du temps, 2008) y Sani Elhadj Magori ( Pur le meilleur et pour l'oignon!, 2008; Koukan Kourcia (Le cri de la tourterelle), 2011).